# Ignasi Torres i Amat de Palou
Ignasi Torres i Amat de Palou (Sallent, Bages, 12 de març de 1768 - 26 de maig de 1811) fou un eclesiàstic i erudit. Germà de Fèlix Torres i Amat.

## Biografia
Estudià al seminari de Barcelona. Fou nomenat catedràtic de filosofia al Col·legi Tridentí de Barcelona. L'any 1795 fou nomenat bibliotecari de la Biblioteca Pública Episcopal de Barcelona, prèviament ordenada pel seu oncle Fèlix Amat de Palou el 1772, del qual fou secretari (1799). Amb els fons d'aquesta començà la recollida de materials per a portar a terme un projectat diccionari d'autors catalans, del qual deixà un primer esborrany, amb informació sobre més de mil escriptors, i que fou acabat pel seu germà Fèlix (Memoria para ayudar a formar un diccionario crítico de los escritores catalanes, y dar alguna idea de la antigua y moderna literatura de Catalunya). El 1803 fou nomenat acadèmic de la Reial Acadèmia de Bones Lletres de Barcelona.
El 1807 fou nomenat degà de la seu de Girona, d'on hagué de fugir arran de la invasió francesa i en la qual perdé bona part del material del diccionari.
El 1803 havia ingressat a l'Acadèmia de Bones Lletres de Barcelona, on llegí interessants treballs, com ¿Qué autores o documentos catalanes existen que pueden servir de modelo para arreglar la ortografía catalana? i Catálogo de los impresores catalanes del siglo XV.
Fou enterrat a la parròquia de Sallent, prop l'altar major.
El fons de la família Torres Amat es conserva a la Biblioteca de Catalunya, amb més de 4300 volums.